# Krur
Die Krur war ein Fließgewässer, das von Holzbüttgen nach Neuss floss. 
Die Krur entsprang mehreren kleinen Quellen und dem Grundwasser der Neusser Mitteltrasse. Die Krur durchfloss den Neusser Bruch, der 1346 erstmals als Gemeindeländerei für die Viehhaltung erwähnt wurde. Die Krur wurde zum Bewässerung der Neusser Stadtbefestigung genutzt. Nach Karl Remmen muss die Krur zu diesem Zweck im Bereich von Mitte der Jahnstraße und der heutigen Turnhalle Schorlemerstraße der TG Neuss umgelenkt worden sein. Im Jahre 1465 folgte der Abzweig der Erft. Bei der Belagerung von Neuss 1474/75 ließ Karl der Kühne das Wasser aus Krur und Erft umleiten, um den äußeren Wassergraben trocken zu legen.
Die Krur verlandete mit dem Bau des Nordkanals 1809 bis 1811. Auf einer Karte von 1811 ist sie noch eingezeichnet, etwa am Quaxhof mit dem dazugehörigen Rest einer Motte. Die Mündung der Krur in den Stadtgraben im Rosengarten ist heute noch erhalten.